# コストパフォーマンス
コストパフォーマンス（英語: cost performance）とは、あるものが持つコスト（費用）とパフォーマンス（効果）を対比させた度合い。コスパやCPと略されることもあるほか、費用対効果や対費用効果ともいう。
建設コンサルタントや官公庁での会議や打ち合わせでは費用便益比、もしくはB/C（ビーバイシー、benefit by cost の略）とも呼ばれる。
数値を算出する場合は、効果を費用で割る。すなわち、支払う費用に対し得られる効果が高いほど、コストパフォーマンスが高い。